# Jámy
Jámy (deutsch Jamny, 1939–45 Gruben) ist eine Gemeinde in Tschechien. Sie liegt sechs Kilometer südöstlich von Žďár nad Sázavou und gehört zum Okres Žďár nad Sázavou.

## Geographie
Jámy befindet sich auf einen Höhenzug der Böhmisch-Mährischen Höhe. Nördlich erhebt sich der Vejdoch (Wedoch, 662 m), südöstlich der Chlumek (650 m), im Süden die Skály (629 m) und östlich der Kříb (611 m). Südöstlich des Dorfes führt ohne Halt die Bahnstrecke Havlíčkův Brod–Tišnov vorbei.
Nachbarorte sind Mělkovice, Veselíčko und Slavkovice im Norden, Petrovice im Nordosten, Hlinné im Osten, Hodíškov im Südosten, Obyčtov im Süden, Sazomín im Südwesten, Vatín im Westen sowie Žďár nad Sázavou im Nordwesten.

## Geschichte
Jámy gehörte zu dem Gebiet, das Přibyslav von Křižanov 1240 von Jan von Polná erwarb. Die erste urkundliche Erwähnung des Dorfes erfolgte im Jahre 1252, als Boček von Jaroslavice und Zbraslav zusammen mit seiner Schwiegermutter Sybille das Zisterzienserkloster Saar gründete. Der Ortsname leitet sich von Jáma zu deutsch Grube ab. Grube wird hierbei als eine Fanggrube für Wild verstanden. Jamny war das größte Dorf des klösterlichen Besitzes. 1470 bestand der Ort aus 31 großen Bauernwirtschaften. Im Jámy bestand ein Gericht, das die Niedere Gerichtsbarkeit ausübte. Der Freihof umfasste 1483 zwei Huben. Das Gericht wurde später zu einem erblichen Vladikenhof erhoben. 1562 gab es 33 Wirtschaften, die insgesamt 18 Huben bewirtschaften.
Nach der Aufhebung der Patrimonialherrschaften bildete Jamny ab 1850 eine Gemeinde im politischen Bezirk Neustadtl. 1869 lebten in dem Dorf 696 Menschen. Im Jahre 1888 brannten große Teile des Dorfes nieder. Im Jahre darauf gründete sich die Freiwillige Feuerwehr Jámy. 1921 hatte Jámy 662 Einwohner. Seit 1949 gehört die Gemeinde zum Okres Žďár nad Sázavou. 1973 erfolgte Eingemeindung nach Hlinné und 1980 nach Žďár nad Sázavou. Seit 1992 besteht die Gemeinde wieder. Seit 1997 führt sie ein Wappen und Banner. Im Jahre 2000 lebten in den 161 Häusern des Ortes 548 Menschen.

## Gemeindegliederung
Für die Gemeinde Jámy sind keine Ortsteile ausgewiesen.

## Sehenswürdigkeiten
- Kirche des hl. Martin, seit 1672 nachweisbar, der heutige Bau stammt aus dem Jahre 1792.
- Pfarrhaus
- Linde auf dem Kříb, der 17 m hohe Baum ist seit 1995 geschützt.